# 615 Dywizja do Zadań Specjalnych
615 Dywizja do Zadań Specjalnych (615 Dywizja Specjalna) (niem. Division z.b.V. 615) – jedna z dywizji niemieckich z okresu II wojny światowej.

## Historia
Sformowana 4 lutego 1945 roku w Poczdamie w celu nadzorowania pomniejszych oddziałów i batalionów alarmowych, tworzonych ad hoc w pasie działania 4 Armii Pancernej Grupy Armii "Środek". W kwietniu 1945 r. miała 7 tys. żołnierzy i oficerów, 30 dział i 50 moździerzy, dużą ilość ciężkiej broni maszynowej, broń ręczną przeciwpancerną.

## Udział w walkach
Dywizja walczyła na froncie wschodnim w składzie Grupy Armii Środek. Początkowo w marcu 1945 r. wchodziła w skład Korpusu Pancernego "Großdeutschland". Obsadzała rubież rzeki Nysy Łużyckiej w lasach Muskauer Forst. Walczyła z oddziałami 2 AWP, w kwietniu 1945 r. brała udział w obronie Zgorzelca (Görlitz) i pod górami Rudawy (Erzgebirge). Stawiała opór w rejonie Drezna. Gdy wojna się kończyła, jej żołnierze trafili do sowieckiej niewoli.

## Dowódca
- gen. mjr rezerwy Gerd-Paul von Belov (zmarły w niewoli sowieckiej w 1953 r.)

## Skład w lutym 1945 roku
- 687 Brygada Saperów
- 93 batalion fortecznych karabinów maszynowych
- 94 batalion fortecznych karabinów maszynowych
- 3096 batalion fortecznych karabinów maszynowych
- 1 batalion 500 pułku marszowego
- dwa bataliony ozdrowieńców (ogłuchłych i tzw. "żołądkowców")